# Loyola de Palacio
Ignacia de Loyola de Palacio del Valle-Lersundi (Madrid, 16 settembre 1950 – Madrid, 13 dicembre 2006) è stata una politica spagnola, esponente del Partito Popolare (PP).

## Biografia
Laureatasi in giurisprudenza presso l'Università Complutense di Madrid, iniziò la sua attività politica tra i giovani del Partito Popolare spagnolo (Nuevas Generaciones de Alianza Popular) di cui fu la prima presidentessa (1977-1982).
Entrò a far parte del parlamento spagnolo nel 1986, prima al Senato (dove fu eletta vicepresidente del gruppo popolare) e poi del Congreso de los Diputados (1989-1996): rieletta al Congresso nel 1996, venne nominata ministro dell'agricoltura, della pesca e dell'alimentazione nel primo governo presieduto da José María Aznar.
Ha fatto parte della Commissione europea tra il 2000 e il 2005 (Commissione Prodi) in qualità di Vicepresidente con delega ai rapporti con il Parlamento europeo, i trasporti e l'energia. Durante il periodo in cui ha detenuto questa carica, ha suscitato polemiche con la sua dichiarazione del 21 ottobre 2004 successiva ad un incidente del dittatore cubano Fidel Castro: "Tutti speriamo che Castro muoia quanto prima. Non dico che lo uccidano, dico che muoia, perché dubito che qualcosa possa cambiare a Cuba finché è in vita".
È morta a causa di un cancro all'età di 56 anni il 13 dicembre 2006: da un anno era responsabile del PP in materia di politica estera.
Era sorella minore di Ana Palacio, che fu ministro degli affari esteri del governo Aznar tra il 2002 ed il 2004.